# Inmigración estadounidense en Venezuela
La inmigración estadounidense en Venezuela es muy importante en el país suraméricano, su influencia es muy similar a la española, italiana, portuguesa, alemana, francesa.[cita requerida] Desde el siglo XIX estadounidenses van hacia Venezuela la mayoría comerciantes, mormones o  testigos de Jehová aunque también llegaron sureños, ingenieros petroleros y automotrices se cree que Venezuela tenga la segunda comunidad de descendientes de estadounidenses en Latinoamérica solo después de México. _.
La mayor parte de los estadounidenses se trasladaron a Venezuela durante los años 50, 60 y 70 debido a la producción de recursos naturales entre ellos, petróleo, hierro, gas, entre otros la mayoría de los estadounidenses donde se establecieron lo hicieron sobre todo por trabajo y muchos se terminaron quedando en Venezuela debido a que igual muchos estadounidenses radicados en la nación terminaron conservando sus costumbres y tradiciones. Como la construcción de escuelas, iglesias, empresas todo al estilo estadounidense. Cabe recalcar que ya desde el siglo XIX había presencia estadounidense en Venezuela debido a que Venezuela era uno de los mayores productores de cacao del mundo y también un buen productor de café, y ya desde principios del siglo XX ya había una cantidad algo considerable de estadounidenses con el inicio de las operaciones de petróleo. 
Muchos estadounidenses que emigraron a Venezuela en su mayoría eran blancos ya que representaban para ese entonces la demografía de Estados Unidos, y evidentemente la mayor de ellos eran de ascendencia europea en este caso europeos que se han asentado a lo largo de la historia en Estados Unidos. 
En Caracas y Maracaibo hay una significativa población de personas con orígenes estadounidenses más que en cualquiera de las otras ciudades de Venezuela. También Ciudad Ojeda (Estado Zulia), Barcelona (Estado Anzoátegui) y en general en gran parte de Venezuela específicamente en zonas petroleras o al oriente de Venezuela se ha visto una influencia y presencia estadounidense.

## Historia

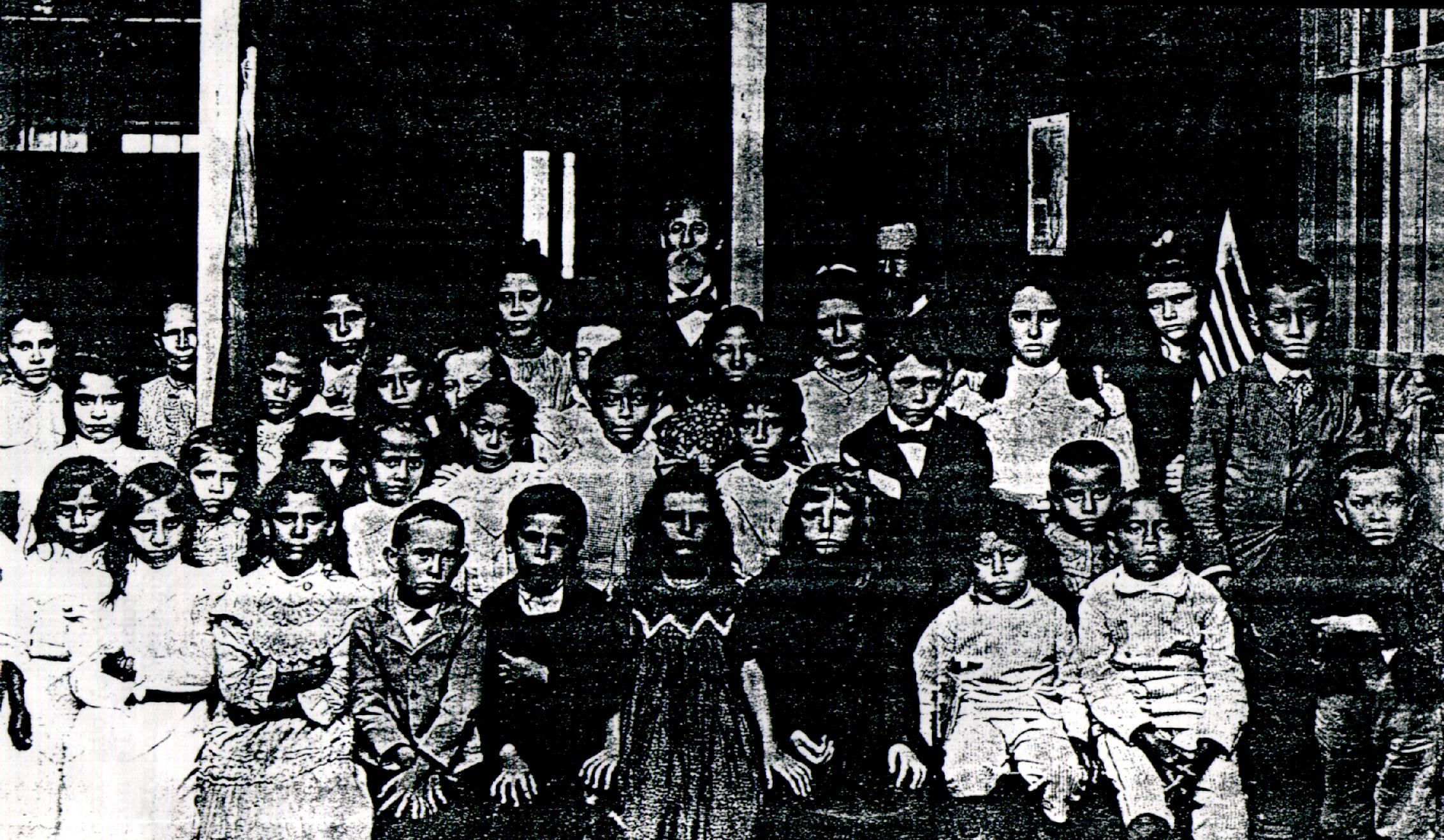
En el siglo XX los hijos de misioneros e hijos de trabajadores petroleros  radicados en Venezuela estudiaban mayoritariamente en escuelas fundadas por estadounidenses o donde los estadounidenses habían aportado económicamente y en educación como en el caso del Colegio Americano de Caracas.

varios comerciantes estadounidenses se establecieron en Venezuela a principios del siglo XIX debido al endeudamiento, deterioro de la agricultura y despoblamiento que se presentaba en esta nación lo que hizo que este país facilitara la entrada de inversionistas extranjeros que entre ellos predominaban numéricamente los norteamericanos así como además predominaban los británicos y alemanes. También algunos sureños se asentaron en Venezuela  ya que en Estados Unidos se produjo una guerra civil  entre 1861-1865 debido a un conflicto entre los estados del norte y estados del sur y como era de esperarse los de los  estados del norte ganaron y varios tuvieron que irse hacia otras naciones muchos hacia México, Brasil, Venezuela y en menor medida a Argentina eligieron Venezuela porque el gobierno de  Antonio Guzmán Blanco les ofrecía tierras y ciudadanía el mandato del expresidente Antonio Guzmán Blanco se basaba mucho en impulsar la  inversión extranjera y la inmigración en Venezuela por eso historiadores dicen que hubo un intento de colonización en el Estado Bolívar pero fracasó sin embargo cabe aclarar que la mayoría de los sureños que emigraron hacia algunos países de Latinoamérica en general la mayor parte regresó a Estados Unidos. Además Venezuela recibió numerosos religiosos mormones, Nuevas Tribus y testigos de Jehová a finales del siglo XIX y principios XX su función principal era expandir el cristianismo y ayudar a las personas más necesitadas. También muchos misioneros evangélicos fundaban institutos para sus hijos y clases completamente en inglés lo mismo aplicaban los trabajadores petroleros y en algunas ocasiones aportaban económicamente y en educación el mejor ejemplo es el Colegio Americano de Caracas que fue fundando por un venezolano pero por la gran ayuda en enseñanza y la ayuda financiera por parte de misioneros estadounidenses pasó a manos de dichos misioneros estadounidenses. _.
Y con el descubrimiento del petróleo a principios del siglo XX muchos ciudadanos y empresas de Estados Unidos se fueron a vivir a Venezuela según registros en el año 1961 residían más de 54.126  ciudadanos estadounidenses y en el año 1976 según registros residían entre 80.000-100.000 ciudadanos estadounidenses historiadores han dicho también que por las ensambladoras en Venezuela algunos ingenieros automotrices provenientes de Estados Unidos residían en ese país. _.

## Cultura estadounidense en Venezuela

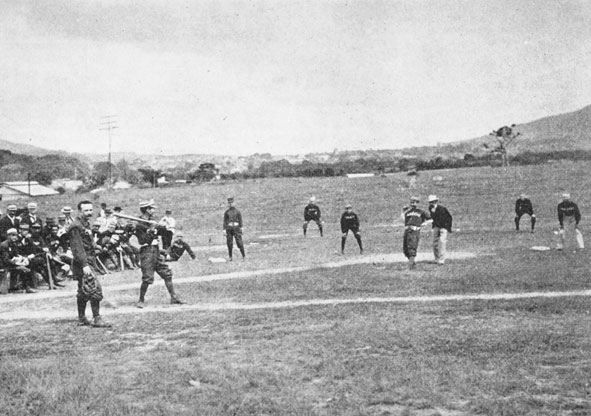
El béisbol tuvo mayor impacto debido a la llegada de compañías estadounidenses a territorio venezolano a principios del siglo XX.

Los deportes como el béisbol y el baloncesto es una de las principales aportaciones culturales de los estadounidenses en Venezuela desde siempre han existido intercambios entre jugadores estadounidenses y venezolanos. _.

## Personas Destacadas De Ascendencia Estadounidense
- Sonya Smith, Actriz
- Eva Golinger, Abogada, escritora e investigadora
- Julie Restifo Actriz
- John Cox Jugador de Baloncesto
- William Phelps Tucker Empresario y Ornitólogo, Fundador de RCTV

## Caracas

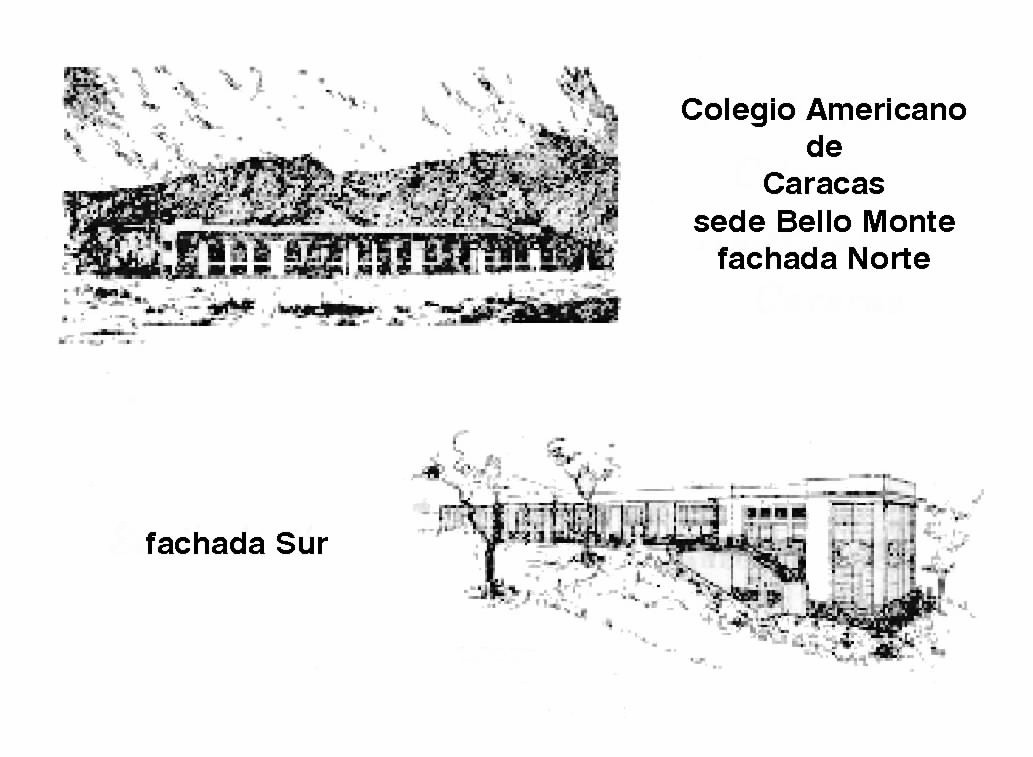
En 1921  la Misión Iglesia Presbiteriana de los Estados Unidos asume la dirección del Colegio Americano de Caracas, la dirección del colegio la asume la señorita Lena May Wilson.

Caracas es sin dudas la ciudad de Venezuela con más residentes estadounidenses y descendientes esto debido a que es la mayor economía de este país y muchos diplomáticos y hasta comerciantes se concentraban en esta ciudad uno de los colegios más conocidos donde contribuyeron mucho los misioneros estadounidenses fue en el Colegio Americano de Caracas desde que fue fundado por el doctor Heraclio Osuna (merideño) en 1896 en la capital  de Venezuela a recibido ayuda económica de la iglesia presbiteriana. Así como ayuda para aplicar un modelo educativo al estilo estadounidense, por esta misma razón En 1921 la misión presbiteriana asume la dirección definitiva del colegio. 

## Maracaibo
Esta es la segunda ciudad de Venezuela con mayor concentración de estadounidenses debido a su producción petrolera muchos empresarios y trabajadores e ingenieros expertos en la materia petrolera se han establecido acá.

## Barcelona (Venezuela)
Barcelona (Venezuela) es la capital del estado Anzoátegui al igual que Maracaibo debido a sus recursos naturales está ciudad históricamente a recibido una cantidad importante de estadounidenses.